# Balda
Balda AG — немецкая компания. До 1990-х годов была производителем фотоаппаратов, затем перешла на производство изделий из пластмассы.

## История

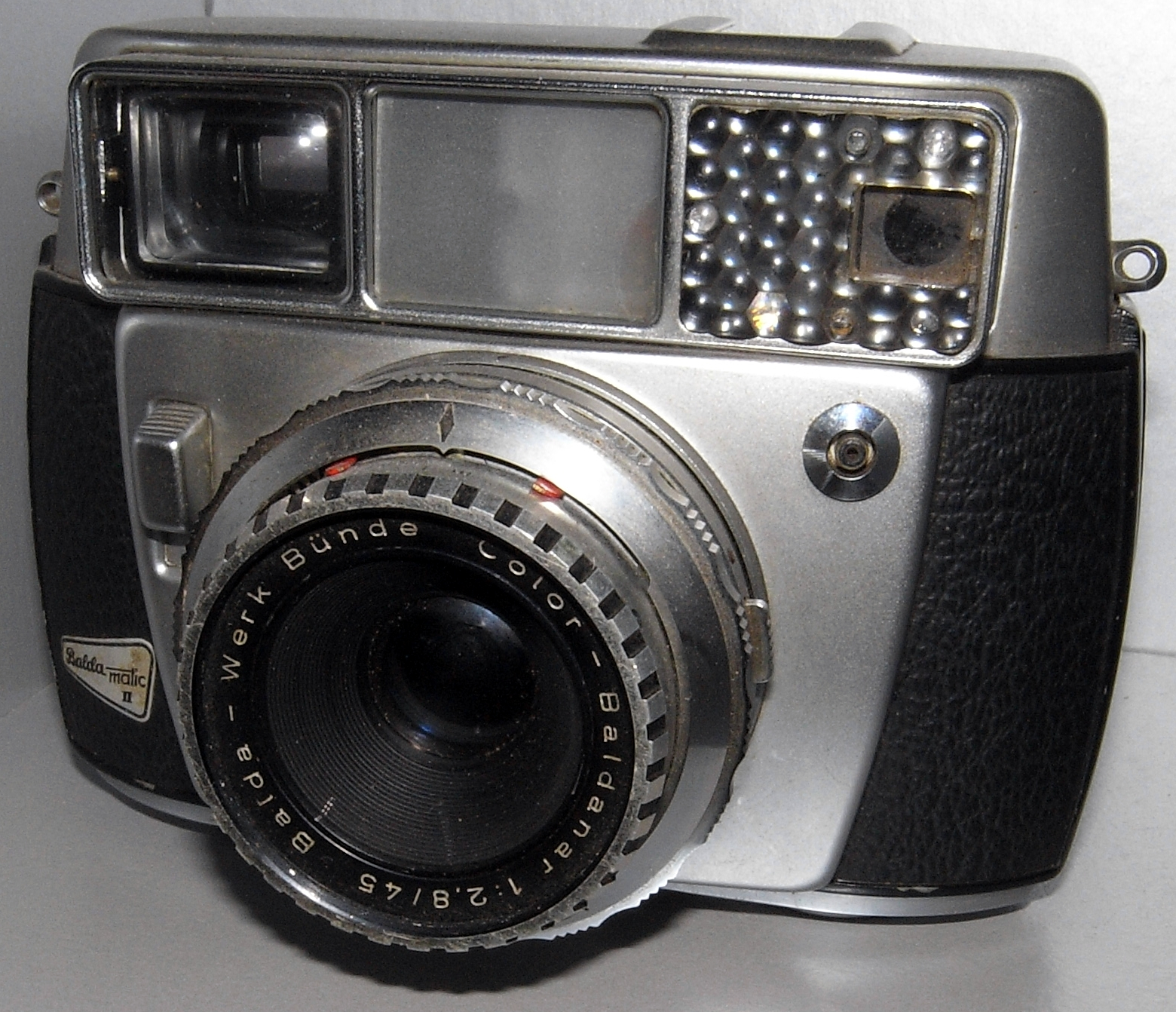
Balda Matic II Color-Baldanar

Компания была создана в 1908 году в Дрездене Максом Балдвигом (Max Baldeweg). Дрезден в то время был мировым центром оптической промышленности. Компания производила фотоаппараты. В 1913 году компания сменила название на Balda-Werk Max Baldeweg. До Второй мировой войны компания производила среднеформатные фотоаппараты со складным мехом под собственной торговой маркой, а также фотоаппараты по заказу других компаний. На фотоаппараты устанавливались самые разные объективы: от самых дешёвых до дорогих Tessars и Biotars производства Carl Zeiss, а также Xenars и Xenons производства Schneider Kreuznach.
После Второй мировой войны, в 1946 году, компания была национализирована. Основатель компании Макс Балдвиг переехал в Западную Германию и основал там компанию Balda-Werk Bűnde в городе Бунде, Нижняя Саксония. Так же, как и в случае с Carl Zeiss, появились две компании с одинаковыми названиями. Поэтому в 1951 году Восточно-Германская Balda-Werk сменила название на Belca-Werk. Компания производила 35 мм камеры, и в 1956 году была присоединена к VEB Kamera-Werke Niedersiedlitz (позже вошла в Pentacon).
Balda-Werk Bűnde производила недорогие 35 мм и среднеформатные фотоаппараты. Часть из них производилось для Porst (они продавались под брендом Hapo) и других компаний. В 1980-е годы компания прекратила выпуск фотоаппаратов, продолжалось производство пластиковых компонентов для фотоаппаратов. В 1985 году компания начала производство в Китае.
В 1999 году компания была реорганизована, было сформировано три подразделения: телекоммуникации, автомобильные комплектующие и медицинское оборудование. С 1999 года акции Balda AG котировались на Франкфуртской фондовой бирже, с 2008 года акции входили в состав индекса CDAX. В 2003 году была создана дочерняя компания Balda Medical по производству медицинского оборудования, такого как ингаляторы и ланцетные устройства. По состоянию на 2008 год Balda AG была вторым крупнейшим в мире производителем пластмассовых корпусов для мобильных телефонов, а также выпускала сенсорные экраны для портативной электроники; основные предприятия находились в Китае, Малайзии, Индии и Бразилии, а завод в Бад-Эйнхаузене выпускал медицинское оборудование. В 2012 году за $43,7 млн была куплена калифорнийская компания C. Brewer Co. с двумя заводами по выпуску пластмассовых медицинских изделий.
В 2016 году большинство операций за 95 млн евро было продано итальянской Stevanato Group, после чего название Balda AG было изменено на Clere AG; проданные активы включали предприятия по производству пластмассовых изделий медицинского назначения в Германии, Румынии и Калифорнии. С тех пор деятельность компании заключается в управлении солнечными электростанциями. В 2017 году акции компании были сняты с листинга. Число сотрудников выросло с 3 в 2016 году до 14 в 2020 году.

## Компании группы Balda
- Balda Solutions Beijing
- Balda Solutions Suzhou
- Balda Solutions Xiamen
- Balda-Lumberg
- Balda Solutions Malaysia
- Balda Motherson India
- Balda
- Balda Medical